# Sosylus extensus
Sosylus extensus is een keversoort uit de familie knotshoutkevers (Bothrideridae). De wetenschappelijke naam van de soort werd in 1897 gepubliceerd door Thomas Lincoln Casey.